# Francisco de Paula Van Halen
Francisco de Paula Van Halen y Gil (Vich, 3 de marzo de 1814-Madrid, 11 de febrero de 1887) fue un pintor español, conocido especialmente por sus obras de historia, como el cuadro La Batalla de las Navas de Tolosa que se exhibe en el Palacio del Senado, cámara que posee dos versiones de esta obra en distinto formato. Igualmente son numerosos sus lienzos exhibidos en el Palacio Real de Madrid, y otros palacios de los Reales Sitios y edificios del Patrimonio Nacional. Recibió la protección de la reina Isabel II y de su esposo Francisco de Asís que le hicieron numerosos encargos. Fue académico supernumerario de la Real Academia de Bellas Artes de San Fernando y pintor de cámara de Isabel II, contando con los informes favorables de los primeros pintores de cámara: Vicente López y José de Madrazo. Era hijo natural legitimado del general y aventurero español de origen flamenco-irlandés Juan Van Halen y Sarti (1788-1864) y de la señorita María Gil Sarriá. Vich tiene una calle con su nombre.

## Trayectoria
Nacido en Vich, se inició como pintor en Barcelona y luego se trasladó a Madrid para estudiar en la Real Academia de San Fernando bajo la dirección del maestro José Aparicio. Con veinticuatro años de edad se dio a conocer al gran público con la obra histórica La muerte de don Álvaro de Luna, destacada en la Exposición del Liceo Artístico y Literario de 1838. A partir de ahí comenzó a trabajar como dibujante y grabador en las principales revistas pictóricas que en aquella época se editaban en Madrid y editando él mismo colecciones litográficas como La España Pintoresca y Artística, El Museo Histórico Español, El Museo Histórico Universal, El Álbum Regio y Museo Militar. Fue celebrada, y reeditada a mediados del siglo XX, su colección Función de Toros. En 1851 fue nombrado pintor de cámara de Isabel II y elegido académico supernumerario de Bellas Artes de San Fernando. Terminó trabajando como dibujante científico del Museo de Ciencias de Madrid y como retratista de corte.

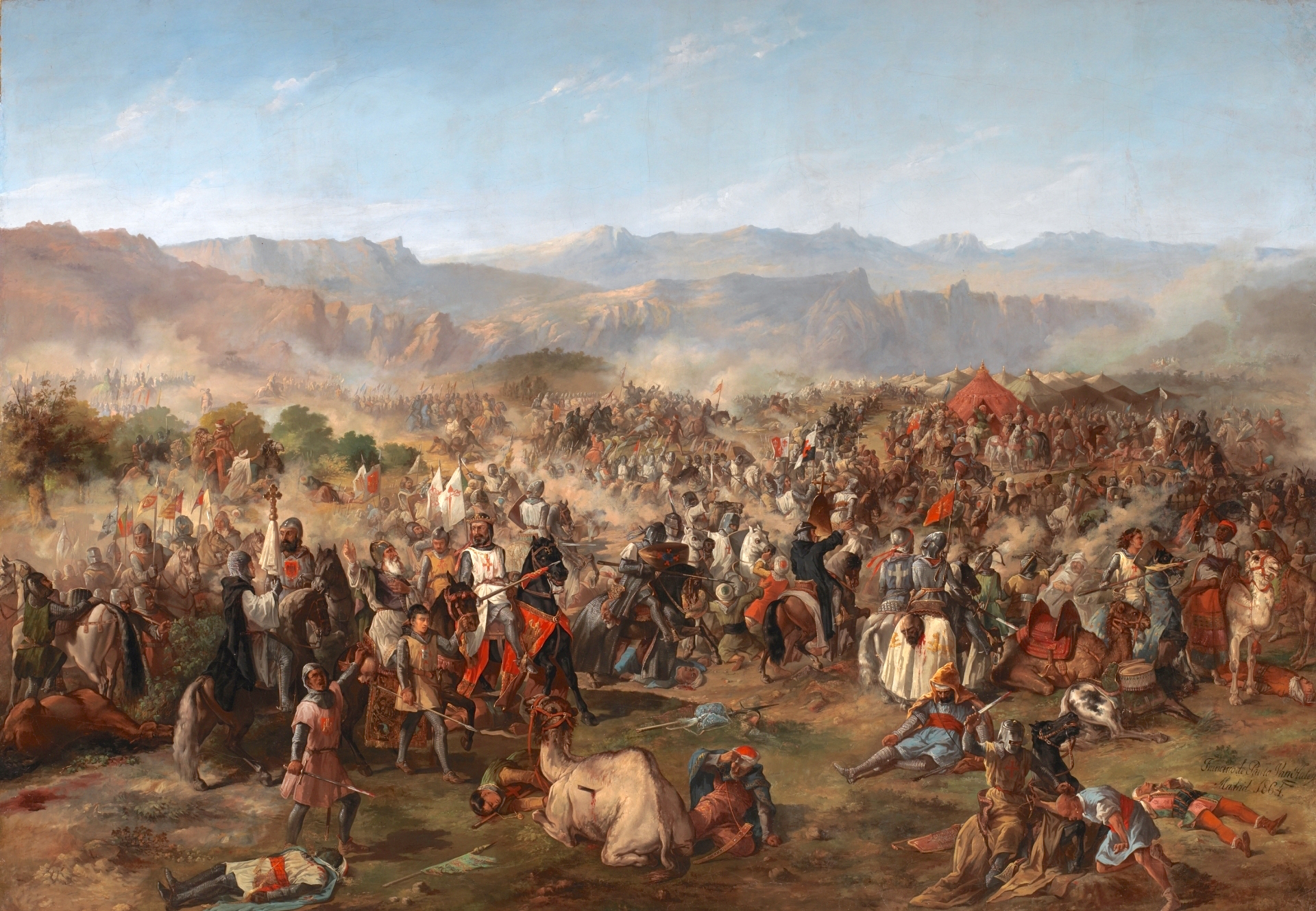
Batalla de las Navas de Tolosa (1864), Palacio del Senado, Madrid.

Entre sus obras del Museo del Prado se encuentra La Batalla de las Navas de Tolosa, en depósito en el Senado desde 1864, exhibido en el despacho de su presidente. El Senado posee otra versión anterior de este lienzo, de menor formato, que Van Halen había pintado por encargo del Francisco de Asís. Obras litográficas suyas son El Monasterio de El Escorial, El acueducto de Segovia, Estacadas cartaginense, Degollador galo, Honderos primitivos e Infantería Cartaginesa, trabajos a lápiz sobre papel. En el Museo del Romanticismo de Madrid se exhibe su lienzo Un húsar, en el salón del trono del Palacio Real de Bruselas se encuentra su obra en gran formato Abdicación de Carlos V y en el Museo Carlista de Estella cuelga su lienzo Batalla en la primera guerra Carlista. En el Palacio de San Telmo, de Sevilla, colgó en su día La Defensa de Zaragoza, pintado por encargo del duque de Montpensier. Francisco de Asís le encargó varios lienzos, entre ellos La rendición de Granada con destino a su cuarto. En el Palacio Real de Madrid se encuentran, entre otros,La Entrada de Isabel I en el campo cristiano, El combate de Garcilaso y Tarfe o Triunfo del Ave María y La llegada de la Reina Isabel la Católica a la iglesia mayor de Segovia tras su proclamación. En otros palacios reales, entre otras obras: La Rendición de la plaza de Niza por los españoles, La entrada de don Juan de Austria en Bruselas y diversos Retratos de la Reina. En la Real Academia de San Fernando cuelga La Elección de Wamba como Rey. Como autor de retratos se le deben, entre otros, el Retrato de Moratín,el Retrato de Lope de Vega, y el Retrato de Rosini. Pintó, además, varios retratos del Rey Alfonso XII por encargo de corporaciones provinciales.
En 1860 Van Halen recibió mención honorífica de primera clase en la Exposición Nacional de Bellas Artes por su cuadro Una manada de toros en las orillas del Jarama, y en 1864 repitió ese reconocimiento con el citado La Batalla de las Navas de Tolosa. Reconocido pintor de batallas, entre sus obras de esta especialidad destacan, junto a la mencionada, La batalla de los Siete Condes, pintado por encargo de la Reina, La Batalla de Peracamps,La Batalla de Covadonga,La Batalla de Peñacerrada, La Batalla de Lepanto, La Batalla de Olmedilla,y La Batalla de Lucena.
Francisco de Paula Van Halen se casó con Margarita Corradi, hermana de Fernando Corradi, y fueron padres de Margarita Van Halen y Corradi, escritora, autora de la novela Un conde condenado, que según Baroja «no está mal y tiene descripciones del Rastro y de los barrios bajos de Madrid».   
Van Halen está considerado uno de los más estimables pintores de historia del siglo XIX. Fue comendador de la Orden de Isabel la Católica (España), y de la Orden de Leopoldo de Bélgica. Fue autor de unas Páginas históricas contemporáneas (1842), dedicadas al ejército español, con litografías representando acontecimientos, escenas y batallas desde la muerte de Fernando VII hasta la fecha de publicación de la obra.

## Obras notables
Entre sus obras del Museo del Prado se encuentra La Batalla de las Navas de Tolosa, en depósito en el Senado desde 1864, exhibido en el despacho de su presidente. El Senado posee una versión anterior del lienzo, de formato ligeramente más pequeño, que Van Halen pintó a solicitud de Francisco de Asís de Borbón. Algunas obras litográficas suyas son El Monasterio de El Escorial, El acueducto de Segovia, Estacadas cartaginenses, Degollador galo, Honderos primitivos e Infantería Cartaginesa, trabajos a lápiz sobre papel. En el Museo del Romanticismo de Madrid se exhibe el lienzo Un húsar; en el salón del trono del Palacio Real de Bruselas es posible encontrar su obra en mayor formato Abdicación de Carlos V y en el Museo Carlista de Estella está colgada su pintura Batalla en la primera guerra Carlista.

Obras
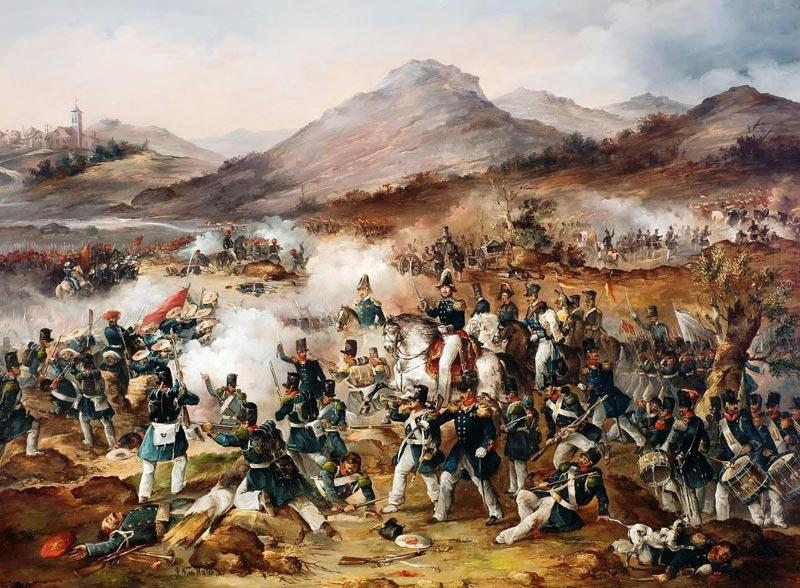
Batalla en la primera guerra Carlista.
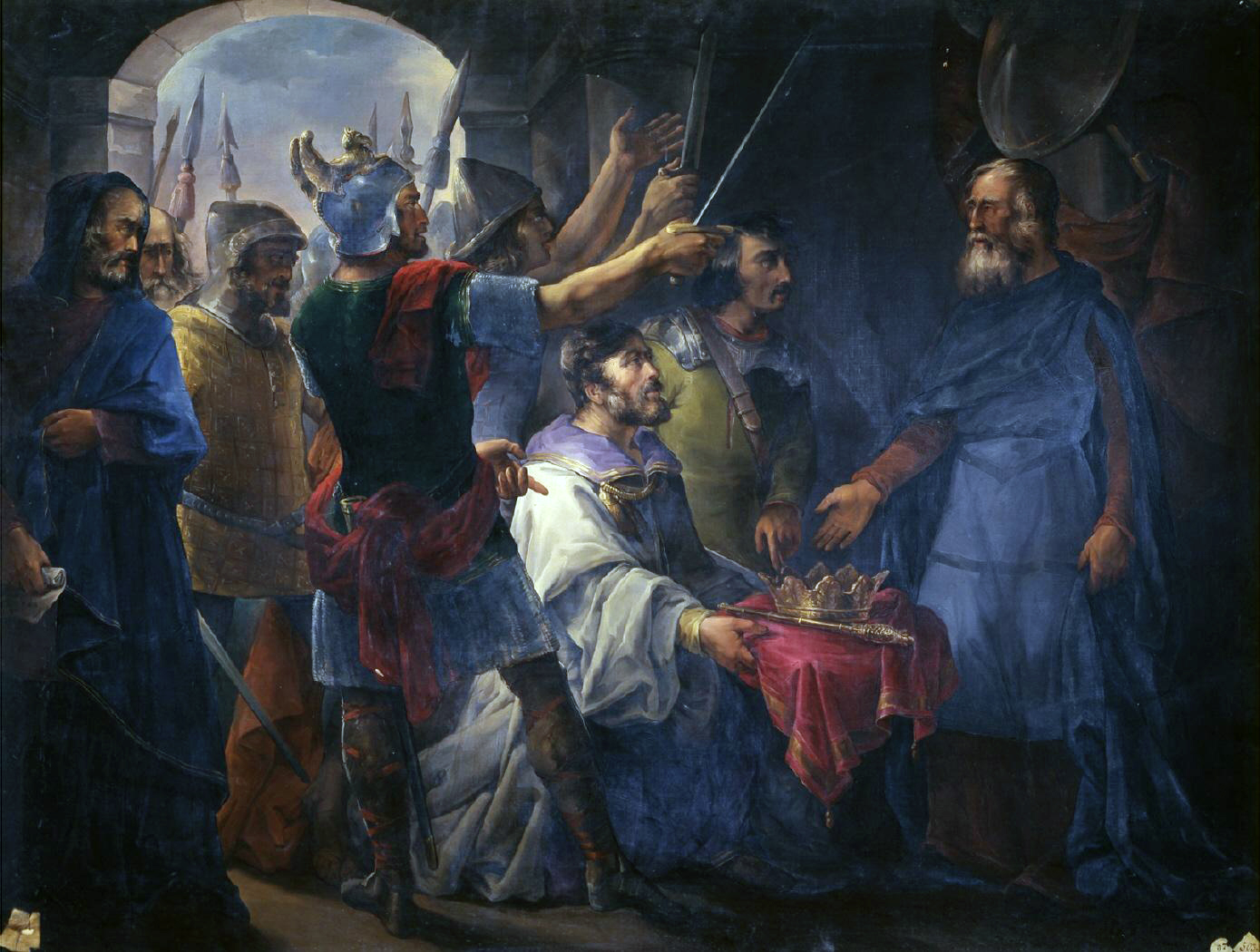
La Elección de Wamba como Rey.
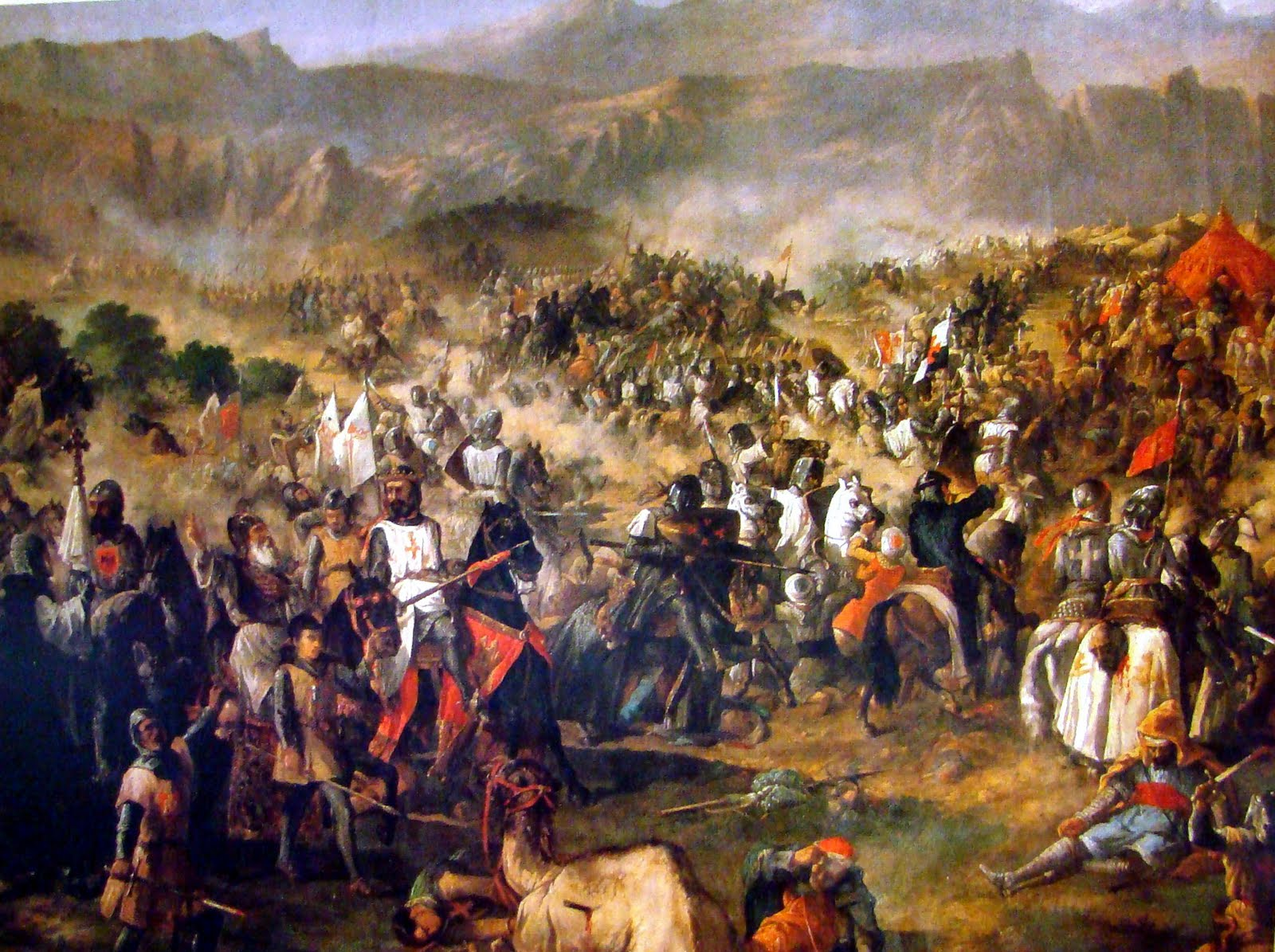
Plano centrado de La Batalla de las Navas de Tolosa .

En el Palacio de San Telmo, en Sevilla, colgó en su día La Defensa de Zaragoza, encargado por el duque de Montpensier. Francisco de Asís le encargó varios lienzos, entre ellos La rendición de Granada que fue a parar a su habitación. En el Palacio Real de Madrid están presentes, entre otros, La Entrada de Isabel I en el campo cristiano, El combate de Garcilaso y Tarfe o Triunfo del Ave María y La llegada de la Reina Isabel la Católica en la iglesia mayor de Segovia tras su proclamación. Situados en en varios palacios reales: La Rendición de la plaza de Niza por los españoles, La entrada de don Juan de Austria en Bruselas y una gran cantidad de retratos de la reina. En la Real Academia de San Fernando se encuentra situado La Elección de Wamba como Rey. Como retratador se le deben, entre otros, el Retrato de Moratín, el Retrato de Lope de Vega, y el Retrato de Rosini. Pintó también imagenes a mansalva del rey Alfonso XII por encargo de corporaciones provinciales.
Reconocido pintor de batallas y escenarios bélicos, destacan muchas de sus obras pero las más importantes son: La batalla de los Siete Condes, pintado por encargo de la reina, La Batalla de Peracamps, La Batalla de Covadonga, La Batalla de Peñacerrada, La Batalla de Lepanto, La Batalla de Olmedilla, y La Batalla de Olmedilla .